# Fontenay-aux-Roses
Fontenay-aux-Roses é uma comuna francesa no departamento de Altos do Sena na região da Ilha de França no Arrondissement de Antony, no sudoeste de Paris.
Está localizada a oito quilômetros da Catedral de Notre-Dame de Paris. Foi em 2012 a quadragésima quinta mais densamente povoada cidade de França.

## Geografia

### Transportes

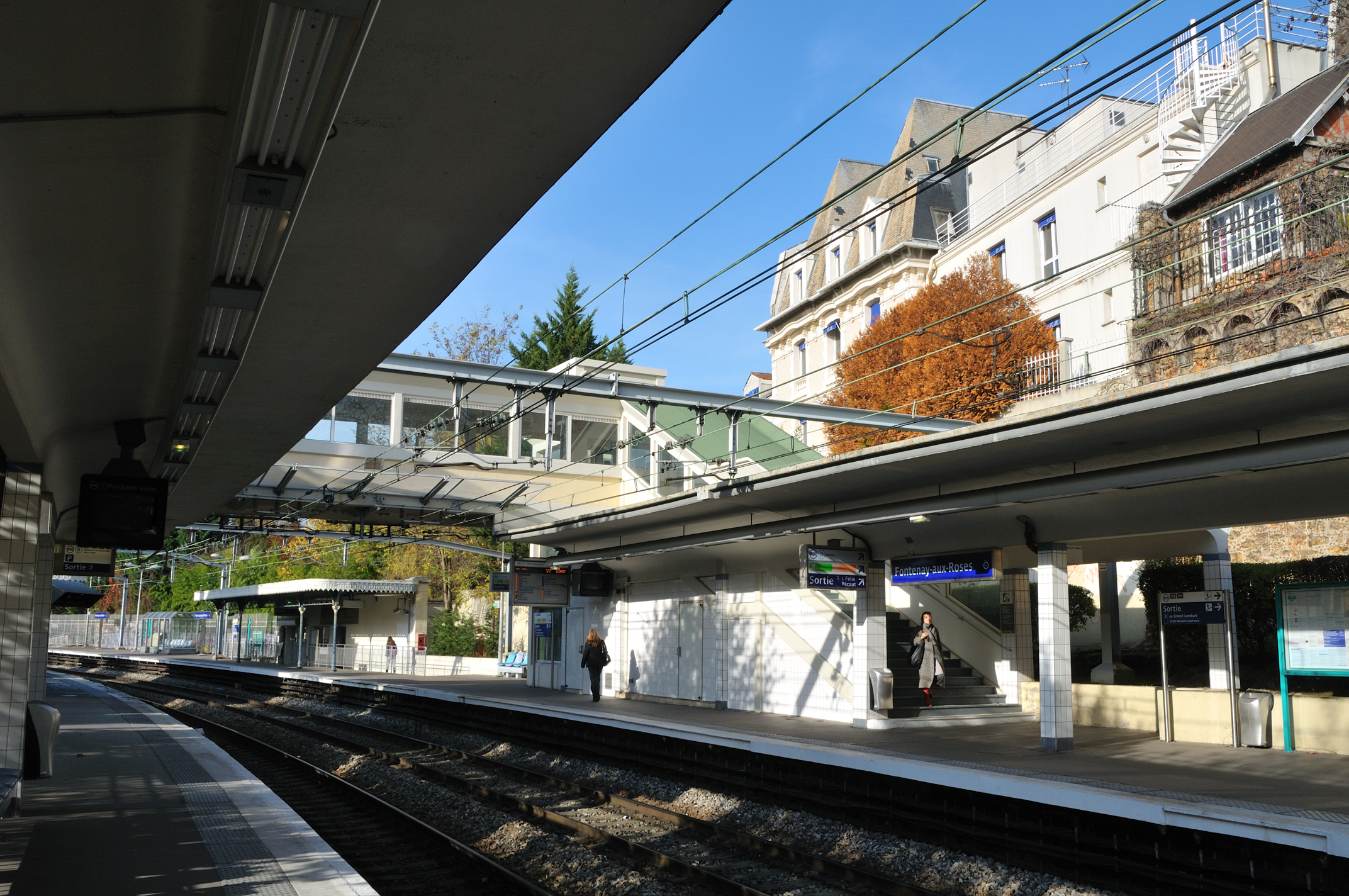
Vista da estação RER de Fontenay-aux-Roses.

Fontenay-aux-Roses está conectada à rede RER através da estação de Fontenay-aux-Roses da linha B do RER, e, a  a sudeste, pela estação de Robinson desta mesma linha B, mas localizada em Sceaux.
Pelo RER B, Fontenay-aux-Roses fica perto das estações parisienses. O tempo de viagem entre a estação de Fontenay-aux-Roses e a Gare du Nord é estimado em 28 minutos (conexão direta pelo RER). Além disso, a Gare de Lyon fica a cerca de 34 minutos e a Gare Saint-Lazare a cerca de 39 minutos da cidade, partidas inclusas.

## Toponímia
A primeira parte de seu nome vem das muitas fontes que correm em seu território, na encosta do planalto de Châtillon.
A segunda parte de seu nome é explicada pela popularidade do cultivo desta flor do século XVII a meados do século XIX. A vila teve em particular o privilégio exclusivo de fornecer rosas ao Rei Sol. Isto explica em parte a atração que a aldeia exerceu sobre os membros da Sociedade dos Rosati de Paris, que aí se reuniam todos os anos de 1892 a 1992 e atribuíram um título de "Rosati de honra".

## História
Em 1168, este senhorio pertencia à Abadia Sainte-Geneviève de Paris.
A comuna foi por muito tempo uma aldeia de Bagneux. Quando este povoado tornou-se significativo o suficiente para ter a sua própria igreja, no final do século XIII, ele continuou a se chamar de Fontenay-sous-Bagneux. Não foi até meados do século XVII que a cidade adquiriu uma autonomia nominal e em seguida tornou-se Fontenay-aux-Roses, mas por muito tempo, sua história está inserida na da "mãe vila" e essa na de Paris, cujos elos e interdependência com os subúrbios são consideráveis.
Na Idade Média, o territorial da comuna é partilhada por três comunidades eclesiásticas:
- A abadia Sainte-Geneviève de Paris teve do século XI a 1588 um feudo cujas terras ficavam ao lado da cidade de Bagneux.
- A abadia de Saint-Germain-des-Prés teve do século XII a 1789 das terras vizinhas em Châtillon.
- Uma última parte pertenceu de 805 a 1789 ao capítulo da Catedral de Notre-Dame de Paris.

Em 1675, ela foi vendida ao célebre Colbert.
Em 1701, passou ao Duque de Maine filho natural de Luís XIV.
A igreja apresenta o trabalho de três séculos diferentes, mas a maior parte do século XV está a antiga casa de Paul Scarron.
O sobrenome "aux roses" é devido às rosas que aí antigamente foram cultivadas.

## Geminação
Fontenay-aux-Roses é geminada com:
- Wiesloch, Alemanha, 1974
- Borehamwood, Reino Unido, 1982
- Ząbkowice Śląskie, Polônia, 2014

## Cultura local e patrimônio
A cidade inclui muitos monumentos listados no Inventário geral do patrimônio cultural da França.